# Campeonato Pernambucano Série A2
Il Campeonato Pernambucano Série A2 è il secondo livello calcistico nello stato del Pernambuco, in Brasile.

## Stagione 2020
- 1.º de Maio (Petrolina)
- América (Recife)
- Cabense (Cabo de Santo Agostinho)
- Centro Limoeirense (Limoeiro)
- Ferroviário (Bezerros)
- Íbis (Paulista)
- Ipojuca (Ipojuca)
- Pesqueira (Pesqueira)
- Porto (Caruaru)
- Sete de Setembro (Garanhuns)
- Timbaúba (Timbaúba)
- Vera Cruz (Vitória de Santo Antão)
- Ypiranga (Santa Cruz do Capibaribe)

## Albo d'oro
| Anno         | Campione              |
| ------------ | --------------------- |
| 1977         | Maguary               |
| 1978 al 1994 | non disputato         |
| 1995         | Sete de Setembro      |
| 1996         | Flamengo de Arcoverde |
| 1997         | Ferroviário           |
| 1998         | Unibol                |
| 1999         | Central               |
| 2000         | AGA                   |
| 2001         | Petrolina             |
| 2002         | Itacuruba             |
| 2003         | Porto                 |
| 2004         | Ypiranga              |
| 2005         | Estudantes            |
| 2006         | Vera Cruz             |
| 2007         | Salgueiro             |
| 2008         | Vitória das Tabocas   |
| 2009         | Vera Cruz             |
| 2010         | Petrolina             |
| 2011         | Serra Talhada         |
| 2012         | Chã Grande            |
| 2013         | Vitória das Tabocas   |
| 2014         | Vera Cruz             |
| 2015         | Belo Jardim           |
| 2016         | Flamengo de Arcoverde |
| 2017         | Pesqueira             |
| 2018         | Petrolina             |
| 2019         | Decisão               |
| 2020         | Vera Cruz             |
| 2021         | Caruaru City          |
| 2022         | Central               |
| 2023         | Afogados              |

## Titoli per squadra
| Squadra               | Città                    | Titoli |
| --------------------- | ------------------------ | ------ |
| Vera Cruz             | Vitória de Santo Antão   | 4      |
| Petrolina             | Petrolina                | 3      |
| Central               | Caruaru                  | 2      |
| Flamengo de Arcoverde | Arcoverde                | 2      |
| Vitória das Tabocas   | Vitória de Santo Antão   | 2      |
| AGA                   | Garanhuns                | 1      |
| Belo Jardim           | Belo Jardim              | 1      |
| Chã Grande            | Chã Grande               | 1      |
| Decisão               | Bonito                   | 1      |
| Estudantes            | Timbaúba                 | 1      |
| Ferroviário           | Serra Talhada            | 1      |
| Itacuruba             | Itacuruba                | 1      |
| Maguary               | Bonito                   | 1      |
| Pesqueira             | Pesqueira                | 1      |
| Porto                 | Caruaru                  | 1      |
| Salgueiro             | Salgueiro                | 1      |
| Serra Talhada         | Serra Talhada            | 1      |
| Sete de Setembro      | Garanhuns                | 1      |
| Unibol                | Paulista                 | 1      |
| Ypiranga              | Santa Cruz do Capibaribe | 1      |
| Caruaru City          | Caruaru                  | 1      |
| Afogados              | Afogados da Ingazeira    | 1      |